# Masa Takayama

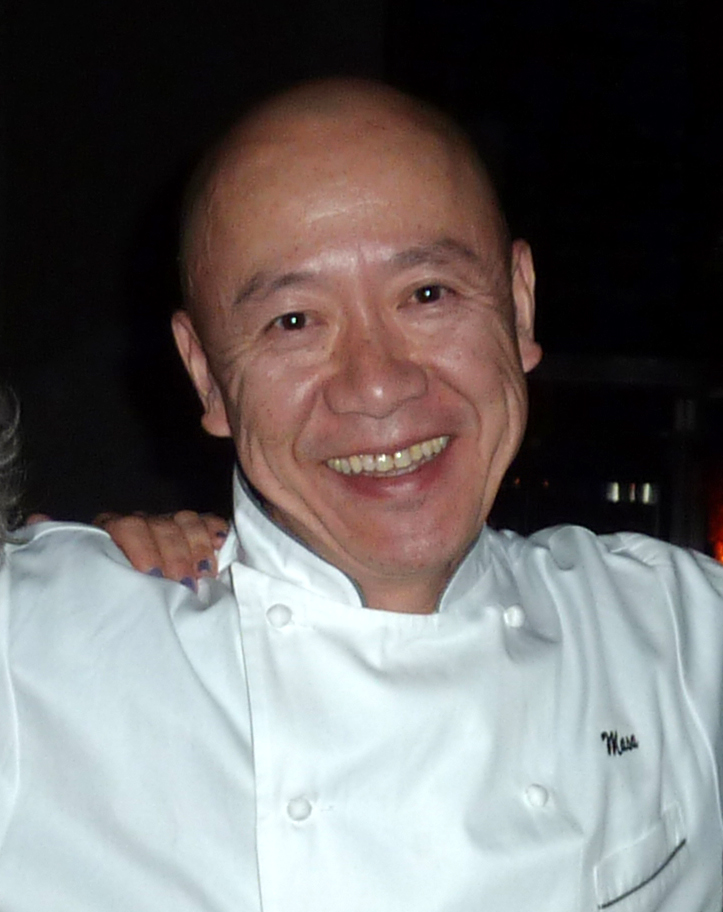
Masayoshi Takayama, 2009

Masayoshi „Masa“ Takayama (高山 雅氏, Takayama Masayoshi) (* 1. Mai 1954 in Kuroiso, Präfektur Tochigi) ist ein japanischer Koch und Inhaber des mit drei Michelinsternen ausgezeichneten Restaurants Masa in Manhattan,  New York City.  Daneben betreibt Takayama in New York das Kappo Masa sowie unter dem Namen Bar Masa zwei Ableger seines Hauptrestaurants, eins unweit des Masa in New York und ein weiteres in Las Vegas, Nevada. 

## Werdegang
Masayoshi Takayama wurde in Kuroiso, einer Kleinstadt in der Präfektur Tochigi, heute ein Stadtteil von Nasushiobara, drei Stunden nördlich von Tokio, geboren. Takayamas Eltern betrieben ein Fischgeschäft mit angeschlossenem Cateringservice. Schon früh mussten Takayama und seine vier Geschwister im elterlichen Betrieb aushelfen. So lernte er bereits im Kindesalter die Zubereitung von Fisch, lieferte vor und nach der Schule Sashimi aus und half seinen Eltern, mehrgängige Menüs für Veranstaltungen mit bis zu 200 Gästen zuzubereiten.
Nachdem Takayama während der Oberschule erst den Wunsch verspürte, Chirurg zu werden und in einem Krankenhaus zu arbeiten, ging er nach der Schule für acht Jahre im berühmten Restaurant Sushiko im Tokioter Stadtteil Ginza, eines der ältesten Sushi-Restaurants Japans, in die Lehre. Wie es in traditionellen japanischen Restaurants üblich war, wurde Takayama anfangs als Tellerwäscher und Reinigungskraft eingesetzt, bevor er sich in den Jahren hocharbeitete und schließlich zum Sushi-Koch aufstieg.  Im Jahr 1978 entschloss er sich während eines Urlaubs in Los Angeles, in die Vereinigten Staaten überzusiedeln und fand Arbeit in einer Sushi-Bar in Orange County (Kalifornien).

## Restaurants
Im Jahr 1980 eröffnete Takayama in Los Angeles sein erstes Restaurant, das Saba-ya. Während er dort einfache japanisch-amerikanische Gerichte zubereitete, träumte Takayama von einem Restaurant, das dem Speiseangebot in Japan näher kommen sollte. 1987 schloss er das Saba-ya und eröffnete ein neues Restaurant, das Ginza Sushiko mit neun Sitzplätzen.
Das Ginza Sushiko war nicht weit vom ehemaligen Saba-ya in einem kleinen Einkaufszentrum am Wilshire Boulevard gelegen und bot authentische japanische Küche an. Anstelle einer festen Menüabfolge wurde den Gästen Omakase serviert und die Mahlzeiten dauerten zwei bis drei Stunden. Obwohl Takayama auf jegliche Werbung verzichtete und das Restaurant keine öffentlich bekannte Telefonnummer besaß, war es aufgrund der Qualität sowie der Preisgestaltung als teuerstes Restaurant in Los Angeles bald über die Stadtgrenzen hinaus bekannt. Takayama ließ einen Großteil der im Ginza Sushiko servierten Fische und Meerestiere vom Tokioter Fischmarkt einfliegen und war aufgrund der dort zu zahlenden Preise gezwungen, pro Gast über 250 US-Dollar für ein Mahl zu berechnen. Takayama führte ausführliche Notizen über die Vorlieben seiner Stammgäste. Einen Lieferservice bot er in seinem Restaurant nicht mehr an, lediglich Marlon Brando, der mit seiner Familie Stammgast im Ginza Sushiko war, wurde auch nach Hause beliefert. Nach acht Jahren zog er mit dem Restaurant an den Rodeo Drive in Beverly Hills um. Takayama konnte die Anzahl der Sitzplätze am neuen Standort von acht auf zwölf erhöhen und zementierte den Ruf des Ginza Sushiko als bestes und teuerstes Sushirestaurant in Los Angeles. 2004 verkaufte Takayama das Ginza Sushiko an seinen Souschef, der es unter dem Namen Urasawa weiterbetrieb.  
Takayama zog nach New York und eröffnete 2004 sein gleichnamiges Restaurant, Masa, mit 26 Sitzplätzen im Time Warner Center in New York City. Die Location wurde ihm von Thomas Keller vorgeschlagen, der sein eigenes Restaurant per Se ebenfalls im Gebäude eröffnet hatte. Wie bereits im Ginza Sushiko bot Takayama auch im Masa lediglich ein Oamakase-Menü an, ließ den Fisch vom Tokioter Fischmarkt einfliegen und führte Buch über die Wünsche und Vorlieben seiner Gäste. 2009 wurde das Masa als erstes japanisches Restaurant in den USA mit drei Sternen im Guide Michelin ausgezeichnet und wurde zeitweilig von der New York Times mit vier von vier Sternen bewertet. Auch im Forbes Travel Guide, zu der Zeit bekannt als Mobil Guide, erhielt es fünf von fünf Sterne. Unter anderem Takayamas kompromisslosem Anspruch an die Qualität der Zutaten war es geschuldet, dass das Masa in den 2010er Jahren das teuerste Restaurant im ganzen Land war.
Es folgten zwei A-la-carte-Ableger des Flaggschiffs in New York,  2014 die Bar Masa und in Zusammenarbeit mit dem Kunsthändler Larry Gagosian das Kappo Masa. Eine zweite Bar Masa wurde im Dezember 2009 im Aria Resort & Casino im CityCenter Las Vegas auf dem Vegas Strip eröffnet. Zu dem Restaurant gehörte auch das Shaboo, ein gehobenes Shabu-Shabu-Restaurant im Omakase-Stil, das ohne Getränke etwa 500 US-Dollar pro Person kostete. Im Jahr 2012 wurde das Shaboo durch das Tetsu ersetzt, das eine Yakitori-Speisekarte mit Schwerpunkt auf gegrillten Gerichten bietet und sowohl à la carte als auch Omakase-Menüs anbietet. Von 2017 bis 2020 betrieb Masa eine zweite Filiale des Tetsu in New York Citys Stadtteil Tribeca.

## Privates
1979 heiratete Takayama die japanische Austauschstudentin Hisako Ishii, die er in einer Sushi-Bar kennenlernte und mit der er drei Kinder hat. Das Paar ist mittlerweile geschieden. Takayama lebt in der Upper West Side in Manhattan.